# 사토 유스케
사토 유스케(일본어: 佐藤 悠介, 1977년 11월 2일 ~ )는 일본의 전 축구 선수이다.

## 구단 경력
과거 나고야 그램퍼스 에이트, 비셀 고베, 오미야 아르디자, 몬테디오 야마가타, 세레소 오사카, 쇼난 벨마레, 도쿄 베르디, 도치기 SC에서 활동하였다.